# گتا، جزایر الند
گتا (به لاتین: Geta) یک منطقهٔ مسکونی در فنلاند است که در جزایر الند واقع شده و دارای ۵۰۲ نفر جمعیت است.